# Шеверлі
Шеверлі́ (рос. Шеверли, башк. Шеверле) — присілок у складі Аургазинського району Башкортостану, Росія. Входить до складу Семенкинської сільської ради.
Населення — 360 осіб (2010; 362 в 2002).
Національний склад:
- чуваші — 97%